# Elea
Elea, Oudgrieks: Ἐλέα, door de Romeinen Velia genoemd, was een stad in het oude Griekenland. Elea lag in Lucania, in het zuiden van Italië dicht bij de Middellandse Zee. Het werd rond 540 v.Chr. gesticht en staat op de werelderfgoedlijst van UNESCO.
Elea is het best bekend als de thuishaven van een aantal Griekse filosofen, die Eleaten werden genoemd en de School van Elea stichtten, waartoe Parmenides en Zeno van Elea behoorden. Xenophanes wordt ook soms aan dit lijstje toegevoegd.

## Geschiedenis
Elea werd door Grieken uit Phocaea gesticht, die op de vlucht voor de Perzische invasie van Ionië waren. Samen met een aantal andere steden in Zuid-Italië, waaronder Paestum, vormde Elea Magna Graecia, waarvan de geschiedenis teruggaat tot de 8e eeuw v.Chr. Elea bleef zeer lang onafhankelijk, maar sloot in 275 v.Chr. toch een bondgenootschap met Rome. Het werd ongeveer rond 90 v.Chr. een municipium van Rome. 
Elea werd in de middeleeuwen verlaten, nu resteren er van deze stad nog uitgebreide ruïnes in het Nationaal park Cilento, Vallo di Diano e Alburni.

## Aardrijkskunde
Elea ligt in de huidige gemeente Ascea, bij de kust van de Tyrreense Zee ten zuiden van Salerno, in een berggebied ten zuiden van de Kust van Cilentana. De inwoners wonen tegenwoordig vooral aan zee en in de heuvels van Enotria, Bosco en Scifro.
Rotstekeningen van Valcamonica · Kerk en dominicanenklooster van Santa Maria delle Grazie met "Het Laatste Avondmaal" van Leonardo da Vinci · Historisch centrum van Rome, de bezittingen van de Heilige Stoel in die stad met speciale territoriale rechten en Sint-Paulus buiten de Muren · Historisch centrum van Florence · Venetië met zijn lagune · Domplein van Pisa · Historisch centrum van San Gimignano · Sassi en het park met de rotskerken van Matera · Vicenza en de Palladiaanse villa's in Veneto · Historisch centrum van Siena · Historisch centrum van Napels · Crespi d'Adda · Ferrara, stad van de renaissance in de Po-delta · Castel del Monte · Trulli van Alberobello · Vroeg-christelijke monumenten van Ravenna · Historisch centrum van Pienza · 18e-eeuws Koninklijk Paleis van Caserta met park, aquaduct van Vanvitelli en San Leuciocomplex · Residenties van het Koninklijk Huis van Savoye · Botanische tuin in Padua · Porto Venere, Cinque Terre en de eilanden Palmaria, Tino en Tinetto ·  Kathedraal, Torre Civica en Piazza Grande, Modena · Archeologisch Pompeï, Herculaneum en Torre Annunziata · Amalfitaanse kust · Archeologisch Agrigento · Villa Romana del Casale · Nuraghe Su Nuraxi bij Barumini · Nationaal park Cilento, Vallo di Diano e Alburni met archeologisch Paestum en Velia en Kartuizerklooster San Lorenzo · Historisch centrum van Urbino · Archeologische opgravingen en Patriarchale Basiliek van Aquileia · Villa Adriana, Tivoli · Eolische Eilanden · Assisi, Sint-Franciscusbasiliek en andere franciscaanse locaties · Verona · Villa d'Este, Tivoli · Laatbarokke steden in het Val di Noto (Zuidoost-Sicilië) · Heilige bergen · Monte San Giorgio · Etruskische begraafplaatsen van Cerveteri en Tarquinia · Val d'Orcia · Syracuse en de rotsnecropolis van Pantalica · Genua: Le Strade Nuove en het systeem van de Palazzi dei Rolli · Oude en voorhistorische beukenbossen van de Karpaten en andere regio's van Europa · Mantua en Sabbioneta · Rhätische Bahn in het Albula/Bernina-landschap · Dolomieten · Longobarden in Italië. Plaatsen van macht (568-774 na Christus) · Prehistorische paalwoningen in de Alpen · Etna · Villa's en tuinen van de Medici in Toscane · Wijngaardlandschap van Piëmont: Langhe-Roero en Monferrato · Arabisch-Normandisch Palermo en de kathedralen van Cefalù en Monreale · Venetiaanse verdedigingswerken van de 15e tot 17e eeuw: Stato da Terra - westelijke Stato da Mar · Ivrea, industriestad van de 20e eeuw · De prosecco-heuvels van Conegliano en Valdobbiadene · Historische kuuroorden van Europa (Montecatini Terme) · Padua's 14e-eeuwse frescocycli · De portieken van Bologna · Via Appia. Regina viarum